# Prairie City (Iowa)
Prairie City es una ciudad ubicada en el condado de Jasper en el estado estadounidense de Iowa. En el Censo de 2010 tenía una población de 1680 habitantes y una densidad poblacional de 538,3 personas por km².

## Geografía
Prairie City se encuentra ubicada en las coordenadas 41°35′43″N 93°14′21″O / 41.59528, -93.23917. Según la Oficina del Censo de los Estados Unidos, Prairie City tiene una superficie total de 3.12 km², de la cual 3.12 km² corresponden a tierra firme y (0%) 0 km² es agua.

## Demografía
Según el censo de 2010, había 1680 personas residiendo en Prairie City. La densidad de población era de 538,3 hab./km². De los 1680 habitantes, Prairie City estaba compuesto por el 96.37% blancos, el 0.54% eran afroamericanos, el 0.24% eran amerindios, el 0.95% eran asiáticos, el 0.06% eran isleños del Pacífico, el 0.65% eran de otras razas y el 1.19% pertenecían a dos o más razas. Del total de la población el 1.55% eran hispanos o latinos de cualquier raza.